# Église Saint-Nicolas de Paars
L'église Saint-Nicolas est une église située sur le territoire de la commune de Paars, dans le département de l'Aisne,   en France.

## Historique
La construction de l'église s'est déroulée en plusieurs phases du XIIe au XVIe siècle.
Le monument est classé au titre des monuments historiques en 1919.

## Description
L'église présente, dans une grande homogénéité, les caractères de l'architecture religieuse du Soissonnais des XIIe et XIIIe siècles : plan en croix latine, chevet plat, clocher carré sur la croisée du transept...
Sur chacune des faces du clocher, se trouvent deux fenêtres à baie géminée. Sa nef est à trois arches est couverte par un plafond plat en bois et possède deux bas-côtés.
Elle possède un certain nombre de peintures monumentales. Le maître-verrier Jacques Gruber a réalisé le vitraux de l'église.